# Mosteiro de São Bento (Salvador)
O Mosteiro de São Bento é um mosteiro localizado em Salvador, Bahia, Brasil. O primitivo mosteiro seiscentista foi o segundo da colônia, antecedido apenas pelo Mosteiro de Olinda de acordo com o IPHAN. O edifício atual foi construído entre os séculos XVII e XX, e seu altar-mor é de 1871.
Também chamado de Arquiabadia de São Sebastião da Bahia, é a sede da arquiabadia de São Sebastião da Bahia e a sede abacial do arquiabade do Mosteiro de São Bento da Bahia, Dom Emanuel d'Able do Amaral.

## História
Em 1575, o frei beneditino Pedro de São Bento Ferraz chegou a Salvador com a missão de fundar o Mosteiro. O Mosteiro nasceu sobre a aldeia do cacique Ipirú (ou Tubarão), convertido ao cristianismo na missão empreendida pelos padres jesuítas, que desembarcaram na Bahia em 29 de março de 1549, juntamente com o primeiro governador-geral, Tomé de Sousa.
O cacique doara aos jesuítas a oca principal da aldeia, para que ali fosse construída uma capela em honra do mártir São Sebastião. Sobre o habitat dos primeiros habitantes da Bahia será construída, décadas depois, a Igreja de São Sebastião e, ao seu lado, o Mosteiro de São Bento. O primeiro prédio do Mosteiro começou a ser construído a partir de 1582.
As instalações incompletas começaram a ser habitada pelos monges em 1584. Todo o prédio foi ocupado pelos holandeses em 1624, durante a invasão da Bahia (1624-1625), quando saquearam o edifício. Coube ao monge arquiteto Frei Macário de São João fazer o projeto da nova igreja e convento.
Boa parte de seu prédio claustral data de 1650-1700, especialmente as alas onde ficam as celas habitadas até os dias de hoje por seus monges. O Mosteiro foi o primeiro grande prédio de Salvador construído fora dos muros da Cidade.
No século XVII o Mosteiro serviu de enfermaria durante o período da Peste Espanhola. No século XIX, acolheu os vitimados da Guerra de Canudos. O antigo altar-mor do templo foi transferido para a Igreja de Monte Serrat. Um novo altar, em mármore de Carrara, veio de Gênova, em 1871. As torres atuais são do fim do século XIX. As obras no complexo só foram concluídas em princípios do século XX.
O Mosteiro e seus monges são considerados baluartes da democracia, pois, durante a Ditadura Militar (1964-1985), esconderam, nos seus claustros, muitos jovens perseguidos, salvando a muitos da tortura e da morte. Em 1982, a igreja do Mosteiro foi elevada a condição de Basílica Menor de São Sebastião, pelo Papa João Paulo II. O Mosteiro é a sede da Arquiabadia de São Sebastião da Bahia, cujo arquiabade atual é Dom Emanuel d'Able do Amaral.

## Acervos
O Mosteiro possui um dos maiores acervos de obras sacras do Brasil, e o Museu de São Bento guarda obras de raras, que vão de alfaias, esculturas sacras, objetos de prata e ouro, baixelas, pinturas e vasto mobiliário, datados do século XVI ao século XIX, tendo em seu raríssimo acervo obras de Frei Agostinho da Piedade, Frei Agostinho de Jesus, José Joaquim da Rocha (fundador da Escola Baiana de Pintura), Teófilo de Jesus, assim como de artistas contemporâneos: Caribé, Jenner Augusto, etc.
Dentre as obras guardadas, destaca-se a produção artística de apurado rigor artístico de Frei Agostinho da Piedade (1590-1661), cuja obra foi descoberta pelo célebre historiador beneditino alemão, monge do Mosteiro da Bahia, Dom Clemente Maria da Silva-Nigra.
A Biblioteca do Mosteiro, iniciada em 1582, guarda mais de 300.000 mil livros e mais de 20.000 obras raras, que datam do século XVI ao século XIX, só perdendo em número de incunábulos para a Biblioteca Nacional do Rio de Janeiro. Seu Arquivo Histórico é consultado por pesquisadores do Brasil e de todo o mundo, pois guardar um dos maiores acervos de documentos do Brasil, como os Livros do Tombo, declarados Patrimônio da Memória do Mundo. O coro de monges, que diariamente celebra a liturgia católica, entoa o Canto Gregoriano e o Canto Litúrgico, e é um dos mais respeitados do Brasil.